# Купфер, Эрнст
Эрнст Купфер (нем. Ernst Kupfer; 2 июля 1907, Кобург, Саксен-Кобург-Гота, Германская империя — 6 ноября 1943, вблизи Керкини, Центральная Македония) — военный лётчик-ас люфтваффе, первый командующий штурмовой авиации нацистской Германии, оберст (посмертно, 1943). Доктор юриспруденции (1937). Один из 160 кавалеров Рыцарского креста Железного креста с дубовыми листьями и мечами (посмертно, 1944). Один из самых результативных пилотов штурмовой авиации люфтваффе, совершивший 636 боевых вылетов.

## Биография
Родился в семье начальника страховой компании. В 1926—1928 годах изучал право и юриспруденцию в Гейдельбергском университете.
С октября 1928 года на военной службе в 5-м эскадроне 17-го Баварского рейтарского полка . 1 декабря 1934 г. ему было присвоено звание обер-лейтенанта. С октября 1938 года — командир 7-го эскадрона Баварского конного полка. 30 сентября 1939 года переведен в люфтваффе, 30 сентября 1939 г. был направлен в одну из авиашкол разведывательной авиации. Некоторое время служил преподавателем тактики в военном училище.
В начале 1940 года переведен в штурмовую авиацию. 7 сентября 1940 г. гауптман Э. Купфер прибыл в 1-ю группу 2-й эскадры пикирующих бомбардировщиков (I./SIG2), которая базировалась в Сен-Мало во Франции. Был назначен командиром звена и быстро стал одним из лучших пилотов авиагруппы.
Летал на пикирующем бомбардировщике Junkers Ju 87 «Штука». 1 октября 1940 г. был назначен командиром 7./StG2. В память о своём 5-м эскадроне «бамбергских рейтар» приказал нарисовать на фюзеляжах «Штук» своей эскадрильи эмблему — рыцаря в доспехах на лошади; позднее это стало эмблемой H./StG2.
22 мая 1941 года 10 Junkers Ju 87 во главе с Купфером потопила британский лёгкий крейсер «Глостер». 21 сентября 1941 г. его самолёты атаковали корабли атаковали корабли Балтийского флота, находящиеся в Кронштадте. Бомба, сброшенная Купфером, попала в советский эсминец, но и его Ju-87 получил несколько попаданий. Сам Купфер в течение нескольких дней был трижды подбит над Кронштадтом, причем на третий раз получил тяжёлые ранения. У Купфера были перелом основания черепа, тяжёлое сотрясение мозга и несколько переломов, очень сильно пострадало лицо. 23 ноября 1941 г., ещё находясь в госпитале, Купфер получил Рыцарский крест Железного креста.
После выздоровления 1 апреля 1942 г. был назначен командиром вновь сформированной 2-й группы 22-й эскадры пикирующих бомбардировщиков.
Участник Сталинградской битвы. В июне 1942 г. в ходе боевого вылета на штурмовку советских танков, группа Купфера была атакована вызванными советскими танкистами МиГ-3. Один Ju-87 был сбит и совершил вынужденную посадку. Купферу удалось посадить самолёт рядом со сбитым штурмовиком, практически под советскими пулями втиснуть в кабину пилота и радиста и снова взлететь.
30 октября 1942 г. совершил свой 500-й боевой вылет. В конце 1942 года самолёты Купфера атаковали советские танки в районе Морозовской и остановили их наступление, что помогло на несколько дней сохранить аэродром, игравший важную роль в снабжении окружённых под Сталинградом немецких войск.
С 13 февраля 1943 года — командир 2-й эскадры пикирующих бомбардировщиков. В апреле 1943 года участвовал в воздушных сражениях на Кубани.
Во время Курской битвы командовал боевым соединением «Купфер», в которое кроме его собственной эскадры вошли 1-я группа 1-й эскадры пикирующих бомбардировщиков, 2-я группа 77-й эскадры пикирующих бомбардировщиков и 3-я группа 3-й истребительной эскадры. 5 июля 1943 г. пилоты Купфера совершили 1406 боевых вылетов и уничтожили 7 танков, 30 орудий, 70 грузовиков и 9 складов боеприпасов и горючего противника, при этом потеряв 2 самолета. 6 июля они совершили 793 , а 7 июля — 946 вылетов, уничтожив 44 танков, 20 орудий и около 50 автомобилей РККА. 8 июля совершили 836 вылетов и уничтожили 88 танков, 8 орудий (из них 3 зенитных), 2 установки БМ-13 «Катюша» и около 40 автомобилей, при этом потеряв 2 самолета. 9 июля совершили 882, 11 июля — 604 вылетов. Ряд историков утверждают, что действия Купфера в районе Карачева помогли избежать «второго Сталинграда».
В сентябре 1943 г. новый начальник Генерального штаба Люфтваффе генерал авиации Гюнтер Кортен, учитывая всё возрастающую роль штурмовой авиации, своим приказом учредил специальную инспекцию штурмовой авиации. 9 сентября Купферу было присвоено звание оберст-лейтенанта и он был назначен инспектором (командующим) штурмовой авиации. К этому времени он выполнил 636 боевых вылетов. Купфер энергично взялся за претворение в жизнь распоряжений по реорганизации штурмовой авиации люфтваффе. В начале ноября 1943 г. он отправился в инспекционную поездку в Грецию.
6 ноября 1943 года бомбардировщик Heinkel He 111Н-6 с Купфером на борту, возвращаясь в Германию, в условиях плохой видимости разбился о склон горы Беласица в 60 км от Салоник (Греция).

## Награды
- Медаль «За выслугу лет в вермахте» 4-го класса
- Медаль «В память 13 марта 1938 года»
- Комбинированный Знак «Пилот-наблюдатель»
- Железный крест 2-го и 1-го класса
- Почётный Кубок люфтваффе (14 октября 1941)
- Рыцарский крест Железного креста с дубовыми листьями и мечами (посмертно)
- Рыцарский крест Железного креста (23 ноября 1941)
- Дубовые листья (№ 173; 8 января 1943)
- Мечи (№ 62; 11 апреля 1944)
- Нагрудный знак «За ранение» в золоте (1941)
- Золотой Немецкий крест (15 октября 1942)
- Нагрудный знак пилота (Италия)
- Нагрудный знак военного пилота (Болгария)
- Орден «За храбрость» (Болгария)
- Авиационная планка бомбардировщика в золоте с подвеской «600»